# Petting (Germania)
Petting è un comune tedesco di 2 396 abitanti, situato nel Land della Baviera.